# Nutri-Score

Nutri-Score A

Nutri-Score is een voedselkeuze-logo voor levensmiddelen, op de voorkant van de verpakking. Het doel van het logo is om consumenten gezondere keuzes te laten maken bij hun aankopen binnen een productgroep. Nutri-Score is een stoplicht-systeem met vijf niveaus, waarbij A (donkergroen) de te verkiezen keuze is en E (rood) de te vermijden keuze, met daartussen B (lichtgroen), C (geel) en D (oranje). In België is het logo officieel ingevoerd (2019); in Nederland is het logo na een proefperiode van drie jaar in 2024 officieel ingevoerd.

## Geschiedenis
Nutri-Score is ontwikkeld door Serge Hercberg van het Institut national de la santé et de la recherche médicale (INSERM). In 2014 is het eerste rapport voor de Franse overheid gepubliceerd. Verschillende aspecten van Nutri-Score zijn wetenschappelijk onderzocht. Inmiddels zijn er een 30-tal ondersteunende internationale wetenschappelijke artikelen over Nutri-Score. Echter, recentere onderzoeken die zijn uitgevoerd door wetenschappers die niet zijn gelieerd aan de ontwikkelaars van Nutri-Score laten geen positieve, maar neutrale effecten zien van Nutri-Score. Ondanks dat keuzelogo's als Nutri-Score hun toepassing hebben in de supermarkt zijn de effecten van keuzelogo's op consumentengedrag in de supermarkt niet eenduidig. Nutri-Score is het enige keuzelogo waarvan er geen wetenschappelijke publicaties bekend zijn waarin naar het effect in de supermarkt is gekeken.
Nutri-Score is een uitbreiding van het verkeerslichtsysteem, dat in het Verenigd Koninkrijk gebruikt wordt. Het Engelse stoplicht-systeem kijkt alleen naar de negatieve aspecten van een levensmiddel. Hercberg heeft dit uitgebreid met de positieve aspecten, zoals eiwitten, vezels, fruit, groenten, noten en peulvruchten.
In de loop der tijd is de rekenmethode aangepast om de gezondheidseffecten van specifieke ingrediënten beter tot uitdrukking te brengen (suiker, calcium, eiwitten en verzadigde vetten).
Op 12 februari 2021 maakten zeven Europese landen bekend de doorvoering van de Nutri-Score in hun landen te gaan faciliteren. Daartoe hadden ze een stuurgroep en een wetenschappelijk comité in het leven geroepen. Het gaat om de Benelux-landen, Frankrijk, Duitsland, Zwitserland en Spanje.

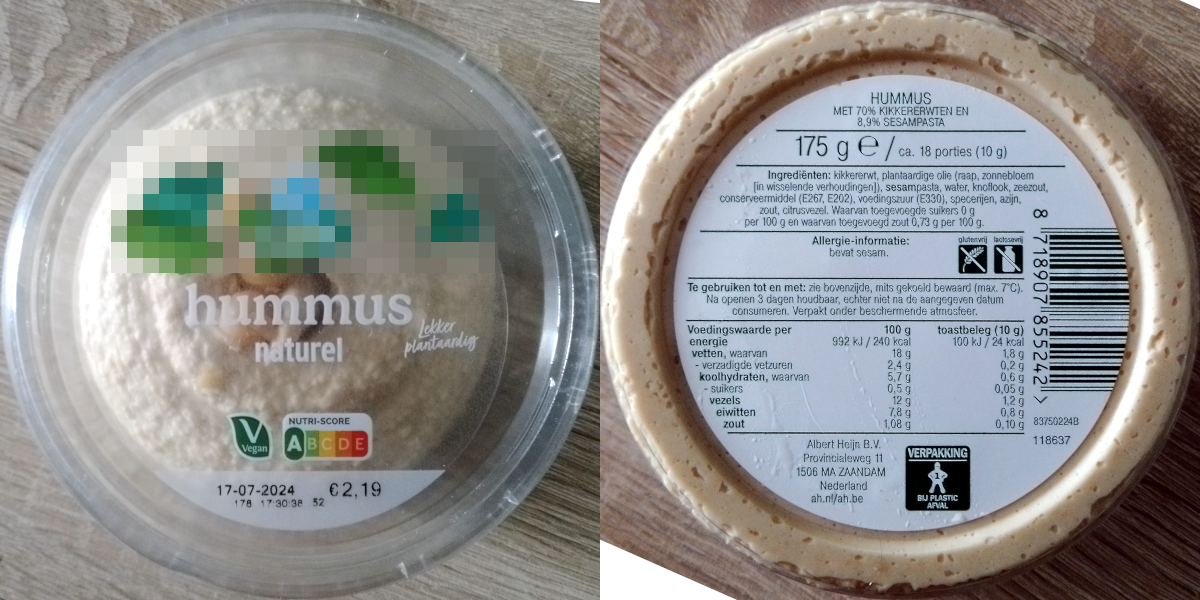
AH Terra hummus naturel, met Nutri-Score A (vóór juli 2024).

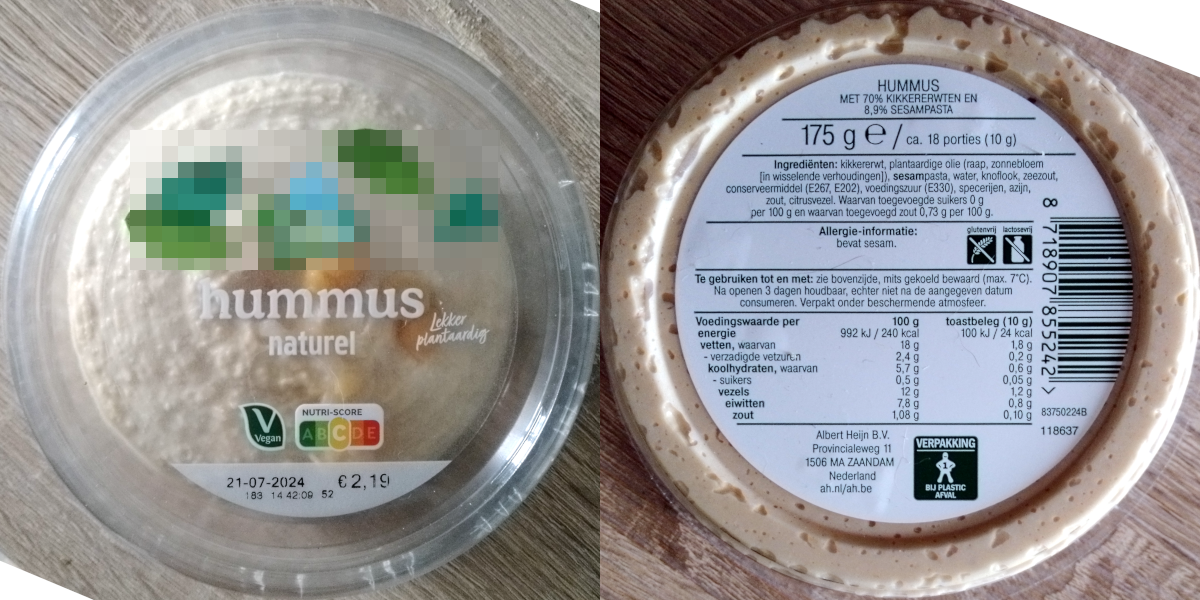
AH Terra hummus naturel, met Nutri-Score C (vanaf juli 2024). De ingrediënten zijn onveranderd; desondanks is de score veranderd.

Vanaf 1 januari 2024 werd de rekenmethode om de Nutri-Score van een product te bepalen strenger. Dit had impact op 40 procent van alle producten. Bedrijven hadden tot 1 juli 2024 om het logo op hun producten aan te passen aan de hand van het herziene rekenmodel.

## Methode
De Nutri-Score van een voedingsmiddel wordt bepaald door de voedingswaarden die op het etiket vermeld zijn in de voedingswaardedeclaratie. De ruwe score wordt berekend door middel van punten. De ruwe score loopt van -15 tot +40. Deze score wordt vervolgens vertaald in 5 niveaus, van A (te verkiezen) tot E (te vermijden).
Veel koolhydraten, suikers, verzadigde vetten en zout kunnen de score verhogen (d.w.z. verslechteren). Veel fruit, groente, peulvruchten, noten, vezels en eiwitten kunnen de score verlagen (en dus verbeteren).
Voor de berekening van het percentage groente en fruit worden aardappelen, zoete aardappelen, taro, cassave en tapioca niet meegeteld.
Specifieke berekeningen:
- Vanwege het positieve effect op de gezondheid van calcium en eiwitten is de rekenmethode voor kaas aangepast.
- Om het gebruik van plantaardige vetten te bevorderen ten opzichte van dierlijke vetten, wordt er gekeken naar de verhouding verzadigde vetten ten opzichte van alle vetten.
- Om rekening te houden met het negatieve effect van suiker, wordt de score voor frisdranken anders berekend.

Als de Nutri-Score niet op een product vermeld staat, kan de consument de score zelf berekenen (industrie onafhankelijk). De rekenmethode is relatief eenvoudig en wordt uitgevoerd op basis van de informatie op het etiket van een product. Open Food Facts kan ook gebruikt worden voor de berekening (deze database bevatte 4850 Nederlandstalige producten op 1 juni 2019).

## Adoptie

### Nederland
Nederlandse voedingswetenschappers hebben in 2019 bezwaar gemaakt tegen de invoering van de Nutri-Score in Nederland. De wetenschappers pleiten voor een aanpassing van de rekenmethode voor het vaststellen van de Nutri-Score. Ze geven aan dat er verschillende rekenmethodes voor verschillende productgroepen toegepast moeten worden. Hiermee kan de Nutri-Score meer in lijn worden gebracht met de Schijf van Vijf en voedingsvoorlichting. Naar aanleiding van de bezwaren van de wetenschappers heeft toenmalig staatssecretaris van VWS Paul Blokhuis een voorwaardelijk besluit genomen om de Nutri-Score pas in te voeren als die meer in lijn is met de voedingsrichtlijnen. De controverse in Nederland rondom de Nutri-Score heeft niet alleen een wetenschappelijke achtergrond. Voedselfabrikanten en supermarkten hebben de Nutri-Score inmiddels op een deel van hun producten al ingevoerd, terwijl in Nederland over de invoering ervan nog geen definitief besluit is genomen. Het keuzelogo mag pas gebruikt worden na officiële notificatie bij de Europese Commissie. De verwachting is dat dit in het tweede kwartaal van 2022 plaats zal gaan vinden. Albert Heijn heeft aangekondigd de Nutri-Score van levensmiddelen op haar website vanaf de zomer 2019 te vermelden.
Het Centraal Bureau Levensmiddelenhandel ondersteunt de introductie van Nutri-Score.
De voedselfabrikant HAK zet vanaf 1 september 2019 Nutri-Score al op haar producten.
De Consumentenbond pleit voor de invoering van Nutri-Score en heeft zich bij een Europees burgerinitiatief voor de Europese invoering van Nutri-Score aangesloten.
De Nederlandse overheid heeft in principe gekozen voor de Nutri-Score. Voorwaarde voor invoering in Nederland dat de aansluiting op de Nederlandse voedingsrichtlijnen (de Richtlijnen goede voeding en de Schijf van Vijf) voldoende moet zijn. Er werden aanpassingen gedaan. Het is vanaf 2024 het officiële voedselkeuzelogo van de overheid.

### België
In België is op 1 maart 2019 de Nutri-Score officieel ingevoerd (op vrijwillige basis). De supermarktketens Delhaize, Colruyt en Carrefour gebruiken het of gaan het gebruiken. Ook een producent als Danone ondersteunt Nutri-Score in België.

### Elders
In Frankrijk is de Nutri-Score in 2016 op vrijwillige basis ingevoerd. In Duitsland voeren fabrikanten Nutri-Score in op vrijwillige basis (zoals Iglo). Ook in Spanje wil men Nutri-Score invoeren.
Italië is tegen gebruik van de Nutri-Score en stelde samen met zes andere landen (Tsjechië, Cyprus, Griekenland, Letland, Roemenië en Hongarije) een document op waarin kritiek wordt geuit op het logo, zoals dat het misleidend zou zijn voor consumenten.

## Kanttekeningen
- Nutri-Score is geen absolute beoordeling van de gezondheid van een product. Zo heeft olijfolie een Nutri-Score D[31] gezien het enorme vetpercentage, maar wordt olijfolie beschouwd als een gezond product als deel van het dagelijks menu.
- Nutri-Score is alleen bedoeld voor het vergelijken van producten binnen een productgroep. Vergelijkingen tussen bijvoorbeeld frisdrank en olijfolie heeft dan ook geen betekenis. Desondanks heeft dit Spanje doen besluiten dat producten met 1 ingrediënt geen Nutri-Score nodig hebben.[32]
- Nutri-Score houdt geen rekening met de portiegrootte.
- Nutri-Score houdt geen rekening met additieven en residuen van pesticiden. De gebruiker dient hiervoor de labels te bekijken.
- Nutri-Score houdt geen rekening met de aanwezigheid van allergenen. De gebruiker dient hiervoor de labels te bekijken.
- Nutri-Score beoordeelt individuele voedselproducten en houdt geen rekening met een gebalanceerd menu, zoals aanbevolen in de Schijf van Vijf of de voedingsdriehoek.